# Convoluta confusa
Convoluta confusa är en plattmaskart som beskrevs av Graff 1904. Convoluta confusa ingår i släktet Convoluta och familjen Convolutidae.
Artens utbredningsområde är Svarta Havet. Inga underarter finns listade i Catalogue of Life.